# Taboritas
Os taboritas, também chamados radicais, eram um grupo político-religioso revolucionário radical associado aos Hussitas, situados na cidade boêmia de Tábor durante as Guerras Hussitas. Em 1420, eles fundaram a cidade de Tábor, no sul da Boêmia, com cerca de 4000 moradores.
Inicialmente os taboritas eram membros de uma comunidade cristã, considerada herética pela Igreja Católica. Situados na cidade boêmia de Tábor durante as Guerras Hussitas do século XV. O movimento de reforma religiosa na Boêmia levou a várias "seitas". Começando com as seitas mais radicais foram: adamitas, taboritas, orebitas, utraquistas e pragueiros. O impulso da revolução nasceu a partir da queima de Jan Hus, para simplificá-los, muitos escritores colocaram estas seitas sob o nome de hussitas.
Eram chamados pejorativamente de Picardos, pela Igreja Católica e seus inimigos. Também é considerado o setor mais radical dos hussitas, como eram conhecidos os seguidores de Jan Hus, queimado na fogueira em Constança, em 1415.

## Tese
No Taboritismo, o objetivo era formar uma comunidade que restaurasse o cristianismo primitivo. Desse modo, rejeitavam: rituais, sacerdotes, relíquias, imagens, a veneração dos santos, o juramento, o ministério da alma, e outros dogmas e sacramentos, como confissão. Por outro lado, entendiam que o batismo era um sacramento válido.
Uma das características da comunidade fundada por eles, foi a busca da igualdade social e econômica, desse modo, se referiam aos outros como: irmãos e irmãs.
Dentre as fontes de recursos, cabe destacar as minas de ouro da região.
Desse modo, tentaram construir uma sociedade comunal, anunciaram o Milênio de Cristo e declararam que não haveria mais servos e senhores, todas as propriedades seriam mantidas em comum e não haveria mais tributação.
Queriam que as pessoas retornassem a um estado de inocência pura. Segundo, Murray Bookchin foi um dos primeiros exemplos de comunidades anarco-comunistas.

## Fim do movimento
Os taboritas foram mortos pela Igreja Católica e pela nobreza feudal (vide: Guerras Hussitas), depois de diversas batalhas foram liquidados após a derrota na Batalha de Lipany em 30 de maio de 1434, quando de 13 a 18 000 homens foram mortos.